# Быков, Анатолий Валентинович
Анатолий Валентинович Быков (11 мая 1977) — российский флорбольный игрок и тренер. Мастер спорта России по флорболу (1997). Кандидат педагогических наук (2007), доцент (2012), профессор (2024), заведующий кафедрой физической культуры и спорта института судостроения и морской арктической техники (Севмашвтуз) филиала САФУ в Северодвинске.

## Биография
С 1996 года выступал за флорбольные команды: «Наука» (Северодвинск), «Помор» (Архангельская область), «Нижегородец», «Богемианс» (Прага, Чехия). В 2007 получил учёную степень кандидата педагогических наук. С 2012 — доцент. В 2024 году получил ученое звание профессора по научной специальности 5.8.5 теория и методика спорта. С 2017 года заведующий кафедрой физической культуры и спорта института судостроения и морской арктической техники (Севмашвтуз) филиала САФУ в городе Северодвинске. Тренер женской сборной команды Архангельской области «Наука-САФУ». Главный тренер женской сборной команды России по флорболу (январь 2013 — февраль 2014), (2020 — по наст. время). Тренер мужской сборной команды России по флорболу на чемпионате мира 2014 года. Старший тренер женской сборной команды России по флорболу на чемпионате мира 2015 года. Тренер женской сборной команды России на квалификации чемпионата мира в Словакии (2019), тренер мужской сборной команды России.

## Спортивные достижения

### В качестве игрока
- В качестве игрока восемь раз становился Чемпионом России по флорболу (2004, 2010, 2011, 2012, 2013, 2014, 2015, 2017).
- Чемпион России по флорболу среди команд ВУЗов (2005).
- Обладатель Кубка России по флорболу (2001).
- Участник чемпионатов мира по флорболу в составе национальной команды России (1998, 2002, 2004, 2006, 2008, 2010, 2012). Капитан сборной России на трёх чемпионатах мира (2008, 2010, 2012).
- Участник кубка европейских чемпионов в составах команд «Помор» (2004), «Нижегородец» (2006, 2007).
- Участник Кубка Европы в составах команд «Наука» (2011), «Помор» (2013, 2014).

Обладатель Кубка Федерации республики Беларусь в составе команды «Ураган» (2018)

### Тренерские достижения
С женской флорбольный командой «Наука-САФУ» (бывш. «Наука-Трэвэлстрой»):
- Кубок Европы (EuroFloorball Cup) — 1-е место (2013, 2015, 2019)
- Чемпионат России — 1-е место (2009, 2011, 2012, 2013, 2014, 2015, 2016, 2017, 2018, 2019, 2020, 2021, 2022, 2023, 2024), 2-е место (2010)
- Кубок России — 1-е место (2009, 2011, 2014, 2022, 2023)

С мужской сборной командой Архангельской области «Помор»:
- Чемпионат России — 1 место (2020, 2021, 2023). В качестве играющего тренера — 1 место (2011, 2012, 2013, 2014, 2015, 2017).
- 2-е место Чемпионата России (2024)
- 3-место Чемпионат России (2016, 2018, 2022)